# Friedrich Samuel Bock
Friedrich Samuel Bock (Koningsbergen, 20 mei 1716 – aldaar, 30 september 1786) was een Duits luthers theoloog, historicus, bibliothecaris en auteur.

## Biografie
De zoon van een chirurg studeerde in zijn geboorteplaats en in Halle. Daarna was hij voor korte tijd huisleraar. In 1743 kreeg Bock de mastertitel. Vijf jaar later werd hij in Koningsbergen veldprediker. Lid van de kerkenraad werd hij in 1753. De doctorstitel en zijn titel als gewoon hoogleraar in de theologie kreeg Friedrich Bock in 1754. In de jaren 1753 tot 1779 was hij universiteitsbibliothecaris. Hij schreef de biografie van de hertog Albrecht van Brandenburg-Ansbach. In 1776 gaf Bock alle ambten op, om zich op letterkunde toe te leggen. 

## Publicaties (selectie)
- Preußische Kirchenregistratur. (1769)
- Lehrbuch für die neueste Polemik (1782)
- Der göttliche Triumph bei der Geburt Jesu.
- Das redende Blut Jesu.
- Natur- und Handlungsgeschichte der Häringe. (1768)